# Szymon Bahr
Szymon Bahr, niem. Simon Bahr (1543-1606) był nobilitowanym mieszczaninem gdańskim, starostą berwałdzkim, bankierem i dostawcą królewskim.
Pochodził z patrycjuszowskiego rodu gdańskiego. Jego dziad Georg (1460-1524) był ławnikiem, a następnie rajcą Starego Miasta. Szymon należał do najbogatszych kupców gdańskich. Był dostawcą króla Szwecji Jana III, a następnie bankierem i dostawcą jego syna, Zygmunta III. 1591 został za swoje zasługi nobilitowany i adoptowany do rodu Dembińskich herbu Rawicz.
W marcu 1588 otrzymał w dożywotnią dzierżawę starostwo berwałdzkie (obecnie Niedźwiedzica), które po jego śmierci odziedziczył syn, także Szymon. Posiadał również dwa inne folwarki na Żuławach.
Poślubił Judytę Bartschin. Ich liczne potomstwo było skoligacone z wybitnymi rodami patrycjuszowskimi. Jedna z córek, także Judyta, została 1596 żoną Johanna Speimanna von der Speie, późniejszego burmistrza. Po śmierci teściów, Johann Speimann wzniósł obojgu monumentalny grobowiec w głównej świątyni Gdańska – kościele Mariackim.